# Bethlen István erdélyi fejedelem
Iktári Bethlen István (Marosillye, 1582 – Ecsed, 1648. január 10.) erdélyi fejedelem, Bethlen Gábor fejedelem öccse, máramarosi és hunyadi főispán.

## Élete

### Út a kormányzóságig
1582-ben Marosillyén született iktári Bethlen Farkas főkapitány és szárhegyi Lázár Fruzsina gyermekeként. Bátyjával, Gáborral együtt korán árvaságra jutott, s nagybátyja, Lázár András székely királybíró – aki egyúttal a fivérek gyámja is volt – gondoskodott róluk, s igyekezett útjukat egyengetni. István a nála két évvel idősebb Gábor segítségével emelkedett fel. Gábor fejedelemmé választása után az ő karrierje is megindult. 1616-tól Hunyad, 1622-től Máramaros vármegye főispánja. 1618-tól az udvari lovasság főkapitánya lett. Mivel bátyja a harmincéves háborúban tevékenyen részt vett és több ízben vezetett hadjáratot a királyi Magyarország ellen, távolléte idején a fejedelem mindig öccsét, Istvánt bízta meg Erdély kormányzásával. 1626-tól pedig a Gábor halála utáni időszakra választott kormányzó, aki a 12 tagú tanáccsal együtt a kijelölt örökös, a fejedelem második feleségének, Brandenburgi Katalinnak volt hivatva segíteni az államügyek intézésében, melyhez Katalinnak egyáltalán nem volt semmiféle érzéke.

### Erdély kormányzója, majd fejedelme
1629. november 15-én meghalt István bátyja, Gábor, s Brandenburgi Katalin elfoglalhatta a trónt. Ám hiába próbált meg a nagy fejedelem minden óvintézkedést megtenni felesége jövendőbeli uralkodásának megkönnyítése érdekében, a könnyelmű és pazarló, valamint a kormányzás tudományához egyáltalán nem értő Katalin fejedelemasszony uralma hatalmi válságba sodorta Erdélyt.
Hamar kiderült, hogy csak idő kérdése, mikor választanak az erdélyi rendek új fejedelmet. A hét felső-magyarországi vármegye, majd Erdély II. Ferdinándnak való felajánlásakor betetőzött a Bethlen Gábor halála óta egyre feszültebbé váló közhangulat. Bethlen István – mivel magát nem tartotta elég erősnek Katalin eltávolításához – bátyja egyik bizalmi emberét, Rákóczi György felső-magyarországi főkapitányt hívta meg a fejedelmi székbe, de mielőtt Rákóczi Erdélybe ért, Katalint 1630. szeptember 28-án lemondatták, s az erdélyi országgyűlés Bethlen Istvánt választotta fejedelemmé. A törökök számára érdektelen volt, hogy Bethlen István vagy Rákóczi György lesz Erdély fejedelme, s ennek megfelelően két kinevezési okiratot küldtek. A döntés az országgyűlés és Brandenburgi Katalin kezében volt, aki – mivel Habsburg- és katolikusellenessége miatt mindig gyűlölte sógorát – december 1-jén Rákóczi György kinevezési parancsát olvasta fel.

### Kísérlete a fejedelemség visszaszerzésére – bukása
Mivel a hajdúk és a székelyek is Rákóczi fejedelemségét támogatták, kellő fegyveres segítség híján Bethlen István kénytelen volt elfogadni a döntést, és lemondott. A fejedelemségről azonban végleg nem mondott le, s csak a megfelelő alkalmat várta, hogy visszaszerezze a trónját. Hat évvel később, 1636-ban elérkezettnek látta az alkalmat, amikor Rákóczi nem volt hajlandó kifizetni a törökök által megemelt adót, s ennek következtében a fejedelem és a porta viszonya megromlott. Bethlen István ekkor rábírta a budai pasát, hogy seregével segítse vissza a fejedelmi székbe. A budai pasa hajlandónak mutatkozott a támogatásra, azonban 1636 októberében Rákóczi serege Szalontánál szétverte a török sereget, majd hosszas alkudozás után mind a török, mind Bethlen István békét kötött a fejedelemmel.

## Házasságai
Bethlen István kétszer nősült. Első felesége Csáky Krisztina, Csáky Gábor és Bánffy Klára leánya volt, a házasságkötés időpontja nem ismert. Három fiú- és három leánygyermekük született:
- Gábor, fiatalon meghalt
- István (1606–1633), Bihar vármegye főispánja, váradi főkapitány
- Péter (? – 1646), máramarosi és hunyadi főispán
- Katalin (? - ?), Zólyomi Dávid († 1649) felesége
- Anna (? - ?), Gyulaffy Sámuel, majd Kun István felesége; első házasságából született leánya, Gyulaffy Mária, a későbbi fejedelem, Thököly Imre anyja
- Druzsina (? - ?), Rhédey Ferenc felesége

Első felesége halála után, 1623-ban Károlyi Katalinnal (1588–1635), bátyja, Bethlen Gábor első felesége, Károlyi Zsuzsanna húgával kötött házasságot. Ez a házassága gyermektelen maradt.

## Művei
Heidelbergben tanult, midőn társai előtt elmondott beszédét kinyomatta: Declamatiuncula de nativitate Jesu Christi, quam… St. Bethlen de Iktar jun. aetatis suae XVI-to conscripsit pridie nativ. Domini 1619. exeunte Hiedelbergae in auditorio theologorum… Heidelbergae, 1620